# Felix Thönnessen

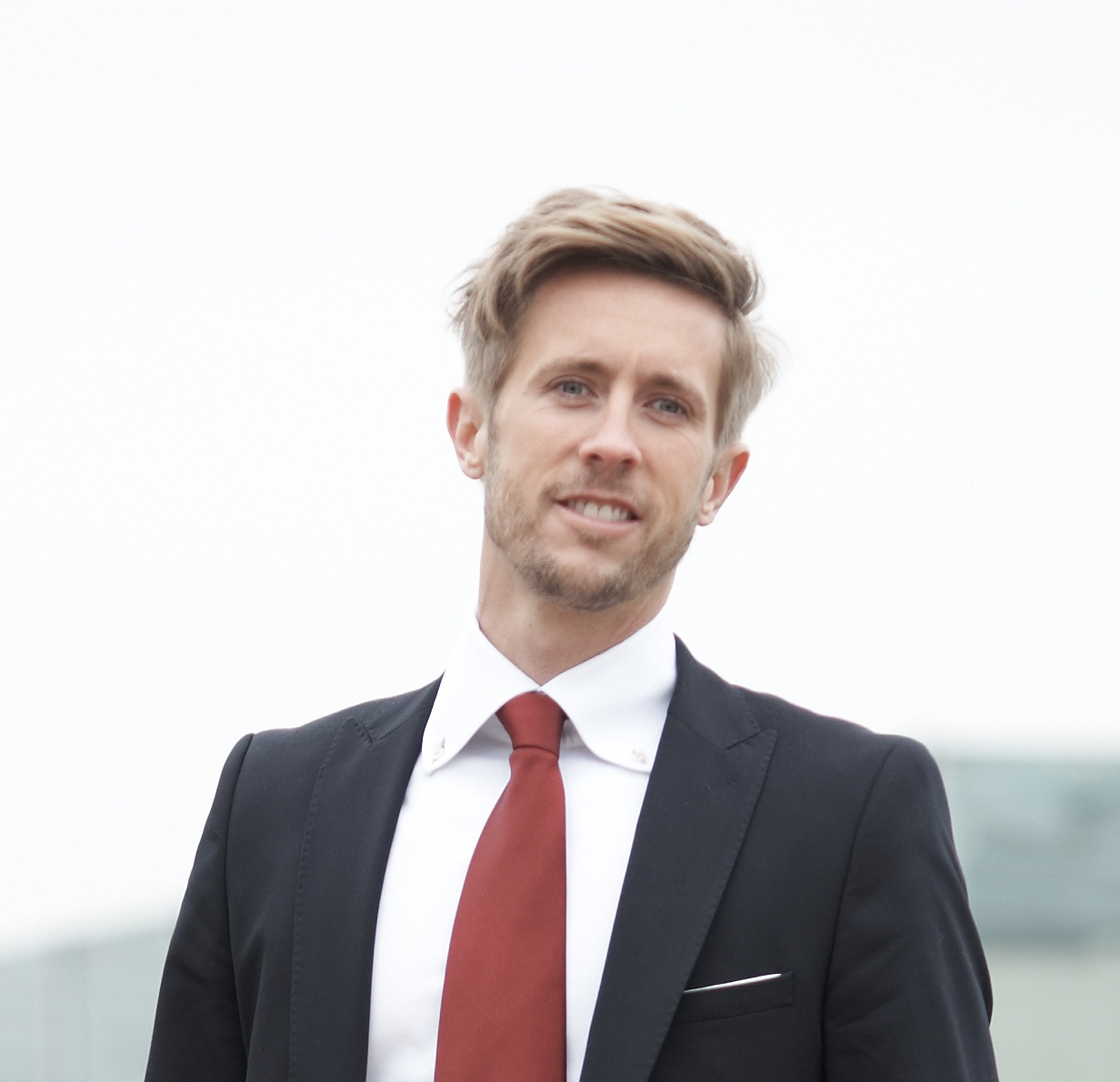
Felix Thönnessen (2013)

Felix Thönnessen (* 20. Juli 1980 in Viersen) ist ein deutscher Betriebswirt und Lehrbeauftragter, Referent und Keynote-Speaker zum Thema Existenzgründung, Digitalisierung und Marketing. Er arbeitet zudem als Autor, Unternehmer und Investor.

## Leben
Thönnessen studierte an der Fontys University of Applied Science in Venlo das Studienfach „International Marketing“ und schloss diesen 2005 ab. Anschließend hielt er mehrere Vorträge an verschiedenen Lehrinstituten, darunter als Dozent am Münchener IST-Studieninstitut und als Lehrbeauftragter an der Fachhochschule Nordwestschweiz. Seit 2014 gibt er an der Universität Siegen Workshops zum Thema Existenzgründung.
2014 begann er als Berater der Kandidaten in der VOX-Gründershow „Die Höhle der Löwen“ und veröffentlichte 2015 sein erstes Buch „Erfolgreich Unternehmen gründen“.
2016 gründete er die Investmentfirma Thoennessen Ventures GmbH, die Beteiligung an Startups ermöglicht. Er ist Investor der Startups Placing You UG und immoterminal GmbH. Eine Beteiligung an der Avance Aire UG wurde aufgrund finanzieller Verluste zwischenzeitlich veräußert. Zudem schreibt Thönnessen seit 2016 für die Rheinische Post die Gründerkolumne „Startschuss“.
Seit 2017 verfasst er als Kolumnist für das Magazin Startup Valley Artikel zum Thema Existenzgründung. Felix Thönnessen schreibt ebenfalls als Experte für das Handelsblatt, den Focus und die Wirtschaftswoche.
Seit 2018 ist Thönnessen auf RTL bei “Zahltag! Ein Koffer voller Chancen” zu sehen. Im selben Jahr wurde er von der Entrepreneur University in die TOP 50 aller Speaker Deutschlands gewählt.

## Publikationen
- Erfolgreich Unternehmen gründen. Redline Verlag, München 2015. ISBN 978-3-86881-604-4
- Arbeitsbuch Start-Up: Das 7-Stufen-Programm. Redline Verlag, München 2016. ISBN 978-3-86881-646-4
- Die Gesetze des Lebens. (Band 1: Pfadfinderweisheiten). 2016.
- Sinnvoll glücklich: So findest du den Sinn des Lebens 2019. ISBN 978-3-00-061950-2
- Marketing Kickbox – So wirst du zum Kundenchampion 2019.